# 約翰·布爾 (作曲家)
約翰·布爾（英語：John Bull，1562年—1628年3月12日）是英国文艺复兴時期作曲家、鍵盤樂器演奏家。屬於英國維吉納琴樂派。

## 生平
1628年於安特衛普逝世，葬於聖母主教座堂。

## 作品
《菲茨威廉小鍵琴曲集》中收錄許多約翰·布爾的作品。
有一說法認為是英國國歌《天佑吾皇》是約翰·布爾所作。

## 外部連結
- 約翰·布爾的免费乐谱，由国际乐谱典藏计划提供
- 公有領域聲樂檔案館上約翰·布爾 (作曲家)的作品